# Long Hựu Tây
Long Hựu Tây là một xã cũ thuộc huyện Cần Đước, tỉnh Long An, Việt Nam.

## Địa lý
Xã Long Hựu Tây nằm ở phía đông huyện Cần Đước, trên cù lao Long Hựu và có vị trí địa lý: 
- Phía bắc giáp xã Long Hựu Đông và xã Phước Đông
- Các phía còn lại giáp tỉnh Tiền Giang qua sông Vàm Cỏ.

Xã có diện tích 16,11 km², dân số năm 1999 là 9.058 người, mật độ dân số đạt 562 người/km².

## Hành chính
Xã Long Hữu Tây được chia thành 4 ấp: Long Hưng, Mỹ Điền, Hựu Lộc, Tây.

## Lịch sử
Xã Long Hựu Tây được thành lập vào ngày 24 tháng 3 năm 1979 trên cơ sở tách một phần diện tích và dân số của xã Long Hựu cũ.